# WASP-76b
WASP-76bは、うお座の方向に約640光年離れた位置にある恒星WASP-76を公転している太陽系外惑星である。

## 発見
WASP-76bは、2013年に太陽系外惑星探索プロジェクトのスーパーWASP（Super WASP）によるトランジット法での観測で発見され、WASP-82bとWASP-90bという別の2つの惑星と共にその発見が公表された。発見論文がarXivで初めて公開されたのは2013年だが、アメリカ航空宇宙局（NASA）のサイトでは、発見論文がアストロノミー・アンド・アストロフィジックスに掲載された2016年を発見年としている。

## 特徴
| 木星 | WASP-76b  |
| ---- | --------- |
| 木星 | Exoplanet |

WASP-76bは主星から約500万 kmしか離れていない軌道をわずか1.8日で公転しているホット・ジュピターで、質量は木星の約9割ほどだが、半径は約1.85倍にまで膨張している。アルベドを考慮しないときの平衡温度は1,955 ℃（2,228 K）、主星に面した昼側の温度は2,420 ℃（2,693 K）に達すると推定されている。主星からの強い放射によって大気が膨張することで質量の割に半径が大きくなっているため、密度は太陽系の惑星で最も低密度である土星（0.70 g/cm3）の約4分の1にあたる0.17 g/cm3しかない。主星に対して常に同じ面を向けて公転する潮汐固定の状態にあると考えられている。

### 大気と鉄の雨

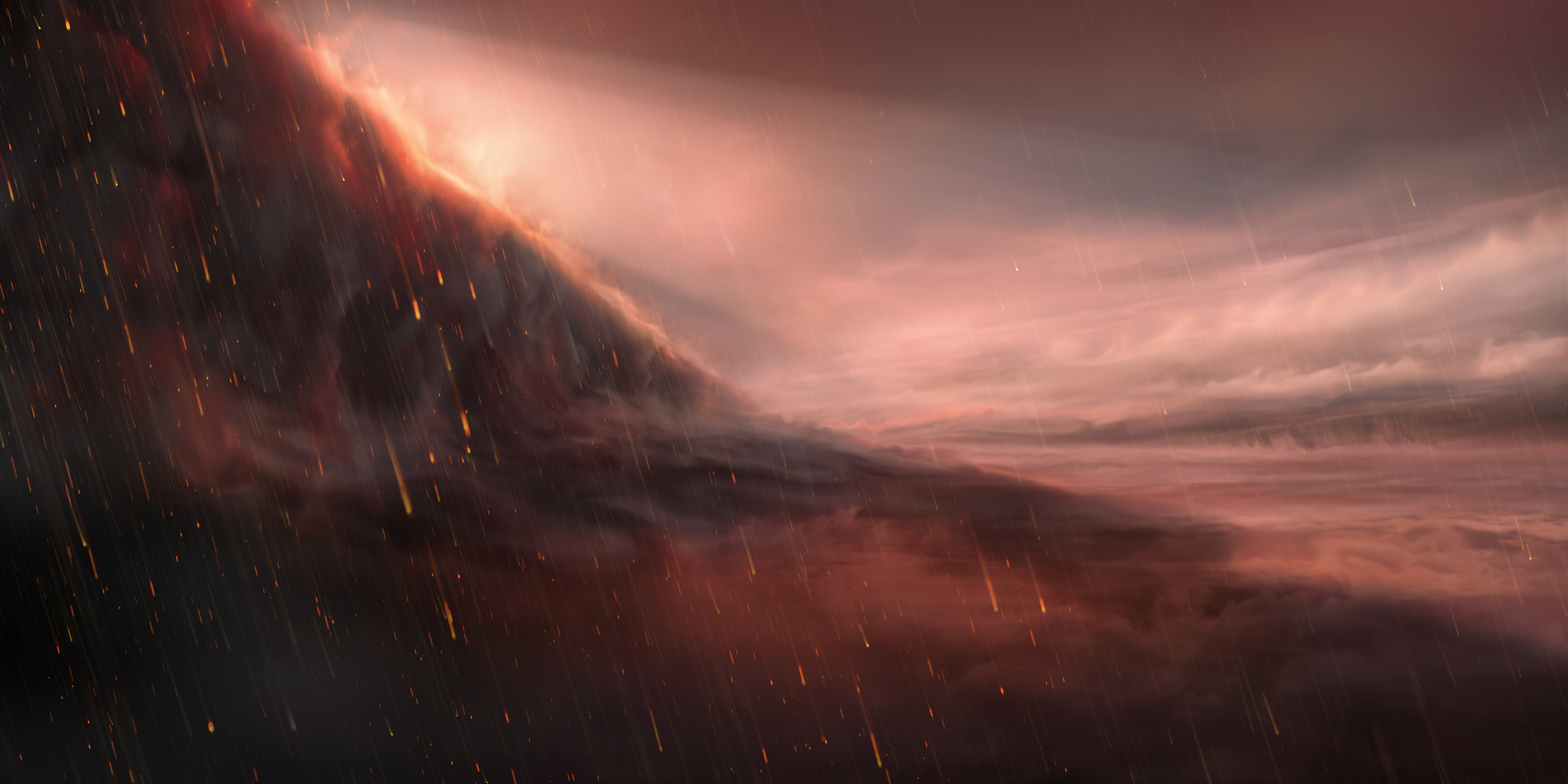
「鉄の雨」が降ると考えられているWASP-76bの大気圏の想像図

2019年にラ・シヤ天文台に搭載されている高精度視線速度系外惑星探査装置（HARPS）による観測でWASP-76bの大気にナトリウムが含まれていることが判明した。
2020年には、超大型望遠鏡VLTによる観測でWASP-76bの昼側の大気から大量の鉄蒸気が検出されたことが、ジュネーブ大学の研究チームによって発表された。また、この鉄蒸気はWASP-76bの昼夜の境界のうち、「夕方」側にあたる境界でのみ検出されている。WASP-76bでは、潮汐固定により昼側と夜側の温度差が1,000 ℃以上あることで昼側から夜側へ18,000 km/h（5 km/s）という猛烈な風が発生している。この風により、高温の昼側にある鉄蒸気が「夕方」の境界を超えて低温の夜側に移動され、そこで凝縮して「雨」となって降ることで、もう片方の「朝」側にあたる境界では鉄蒸気が検出されなかったとするシナリオが最も可能性が高いとされている。研究チームを率いたDavid Ehrenreichは、雨として降った鉄は大気循環を介して昼側の面で再び鉄蒸気となり、WASP-76bではこのような「鉄循環」が永続されているだろうとも述べている。

## 衛星の可能性
エクソ・イオであるWASP-76b Iが存在する可能性が示されている。